# Musée d'Art contemporain de Hara
Le musée d'art contemporain de Hara est un des plus anciens musée d'art contemporain au Japon. Il se trouve dans le district de Kita-Shinagawa, dans l'arrondissement Shinagawa de Tokyo.
Le bâtiment est à l'origine construit comme résidence privée. Il est conçu par Jin Watanabe et achevé en 1938, ce qui en fait un des rares exemples d'architecture du début de l'ère Shōwa. En 1979, il est converti en musée. En 1982, le musée accueille les compositions de musique ambiante d'Hiroshi Yoshimura, ouvrant la voie à la musique environnementale japonaise.
Il est l'objet d'importants travaux de rénovation en 2008, avec un nouveau système d'éclairage mis au point par Shozo Toyohisa.
Les collections permanentes du musée comprennent des œuvres de Karel Appel, Alexander Calder, Buckminster Fuller, Yves Klein, Yayoi Kusama, Surasi Kusolwong, Aiko Miyawaki, Yasumasa Morimura, Daisuke Nakayama (ja), Maruyama Ōkyo, Jackson Pollock, George Rickey, Mark Rothko, Cindy Sherman, Pierre Soulages, Hiroshi Sugimoto, Jason Teraoka (en), Zhou Tiehai (en), Lee Ufan, Andy Warhol et Miwa Yanagi.
Son adresse est : 4-7-25 Kita-Shinagawa, Shinagawa-ku, Tokyo 140-0001.